# Ректа (приток Хоропути)
Ректа — река, протекающая на территории Злынковского района Брянской области России. Длина реки — 10,46 км.
Начинается к востоку от посёлка Сосновый Бор. Ректа протекает через село Карпиловка, посёлок Озерище и село Денисковичи. Впадает в реку Хоропуть (Белоруссия), в нижнем течении проходит по каналам на месте торфяных разработок.